# 狭叶齿缘草
狭叶齿缘草（学名：Eritrichium angustifolium）为紫草科齿缘草属的植物，是中国的特有植物。分布于中国大陆的西藏等地，生长于海拔4,500米至4,600米的地区，多生长于山顶和岩石表面，目前尚未由人工引种栽培。